# Гра з асфіксією
Гра з асфіксією (задухою) — умисне перекриття доступу кисню до мозку з метою викликати короткочасну непритомність і стан ейфорії. Існують два різних методи, що використовуються для досягнення гіпоксії (кисневого голодування): странгуляція (удушення) і самоіндукована гіпокапнія (нестача вуглекислоти у крові), часто вони можуть поєднуватися. Ця небезпечна забава зустрічається серед дітей та підлітків; займаються нею як мінімум з початку XX століття. На відміну від сексуальної асфіксії, метою ігор з задухою не є отримання статевого збудження.
Є безліч жаргонних назв цих ігор, наприклад, у російськомовному середовищі цю гру називають «Собачим кайфом».

## Розповсюдження

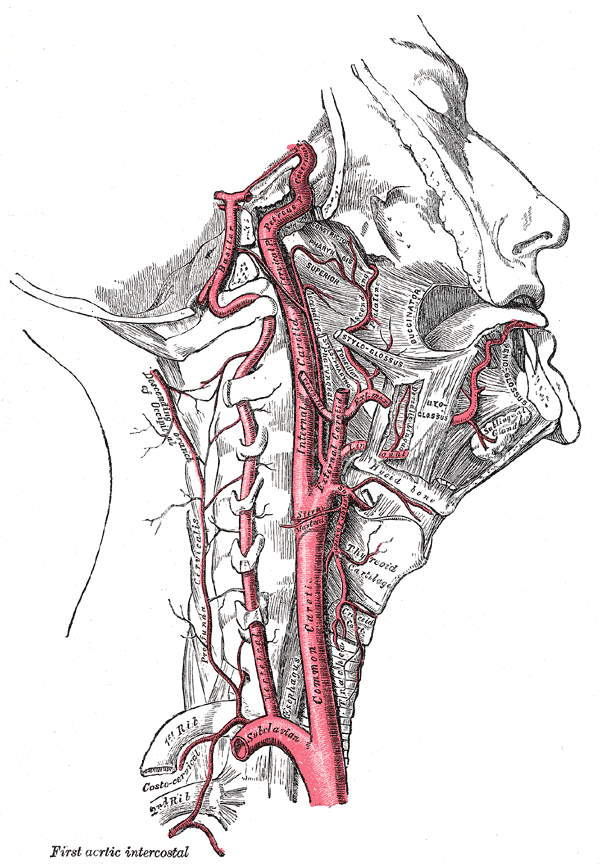
Сонна артерія

Проведене 2006 року у штаті Огайо дослідження встановило, що 11 % дітей у віці 12-18 років та 19 % у віці 17-18 років стверджують, що коли-небудь займалися «іграми». 2008 року дослідження канадського Центру з проблем наркоманії та психічного здоров'я показало, що принаймні 79 тисяч студентів у канадській провінції Онтаріо брали участь у даному акті.

## Механізми
Є два основних механізми цієї практики, що призводять до церебральної гіпоксії (кисневого голодування мозку), — странгуляція (удушення) і самоіндукована гіпокапнія (нестача вуглекислоти у крові) — і багато інших варіацій. Ці механізми, як правило, плутають один з одним або розглядають як один, але вони дуже різні, хоча й мають потенціал до незворотних ушкоджень головного мозку і навіть смерті.
При обох механізмах жертва може відчувати швидкоплинні галюцинації або сновидіння, приходити до тями з короткочасною втратою пам'яті і мимовільними рухами кінцівок. Нормальний стан, як правило, настає протягом декількох секунд, але ці заходи можуть викликати постійну травму головного мозку або навіть смерть, особливо якщо грати поодинці з удавкою.

## Смертність і шкода здоров'ю

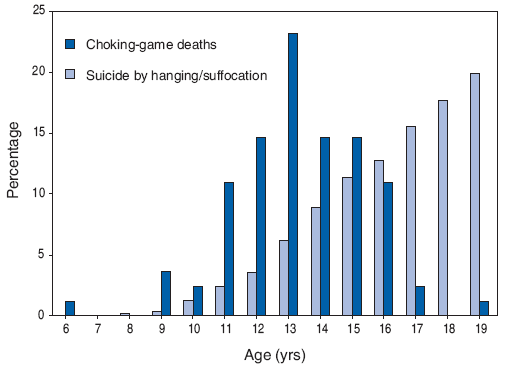
В якому віці діти гинуть від ігор з задушенням і вішаються. Дані за кожен рік — у відсотках від загального числа відповідних смертей. Вибірка — американці 6-19 років. Дані для повішень — офіційні за 1999—2005 роки, для ігор з асфіксією — за повідомленнями преси за 1995—2007 роки.

Статистика про загиблих і неврологічні порушення має суперечливий характер, хоча є ознаки значного внеску практики у смерті й інвалідності, особливо серед неповнолітніх чоловіків у найрозвиненіших країнах. Більшість вважає, що смертність значно занижена через зовнішню схожість із самогубством.
Згідно з дослідженням американських Центрів контролю і профілактики захворювань (CDC), в 1995—2007 роках 82 дитини у віці від 6 до 19 років померли у США внаслідок цієї гри, (див. діаграму праворуч). З них 86,6 % були хлопці, середній вік — 13 років. 95,7 % цих випадків смерті сталися в той час, коли дитина була сама; батьки загиблих не знали про гру у 92,9 % випадків. Смерті були зареєстровані в 31 штаті і не були згруповані за місцем, порою року або днем тижня. Наявність у загиблих неврологічних ушкоджень за життя, з урахуванням обставин смерті, визначити складно.
Гра також може призвести, внаслідок падіння або неконтрольованих рухів, до непрямих травм, таких, як струс мозку, переломи кісток, укус язика і синців біля очей.

## Ознаки захоплення грою з асфіксією
Зовнішніми проявами гри дітей із задушенням можуть бути: обговорення гри, налиті кров'ю очі, сліди на шиї, сильні головні болі, дезорієнтація; канати, шарфи, ремені, прив'язані до меблів або дверних ручок; нез'ясовна наявність таких речей, як псячі смички.